# Abbaye de Berryville
Ne pas confondre avec l'Abbaye de Holy Cross, également cistercienne, mais située en Irlande.
L'abbaye de Berryville, également appelée Holy Cross Abbey est une abbaye de moines trappistes située à quelques kilomètres à l'est de Berryville, en Virginie.
Fondé en 1950 à la suite de la destruction de l'abbaye de Valley Falls, le monastère s'accroît très rapidement avant de connaître à la fin des années 1960 une période de crise.
Au cours des années 2000, le monastère met en œuvre une planification stratégique visant notamment à une meilleure intégration de l'abbaye dans son environnement naturel et humain.

## Site de l'abbaye

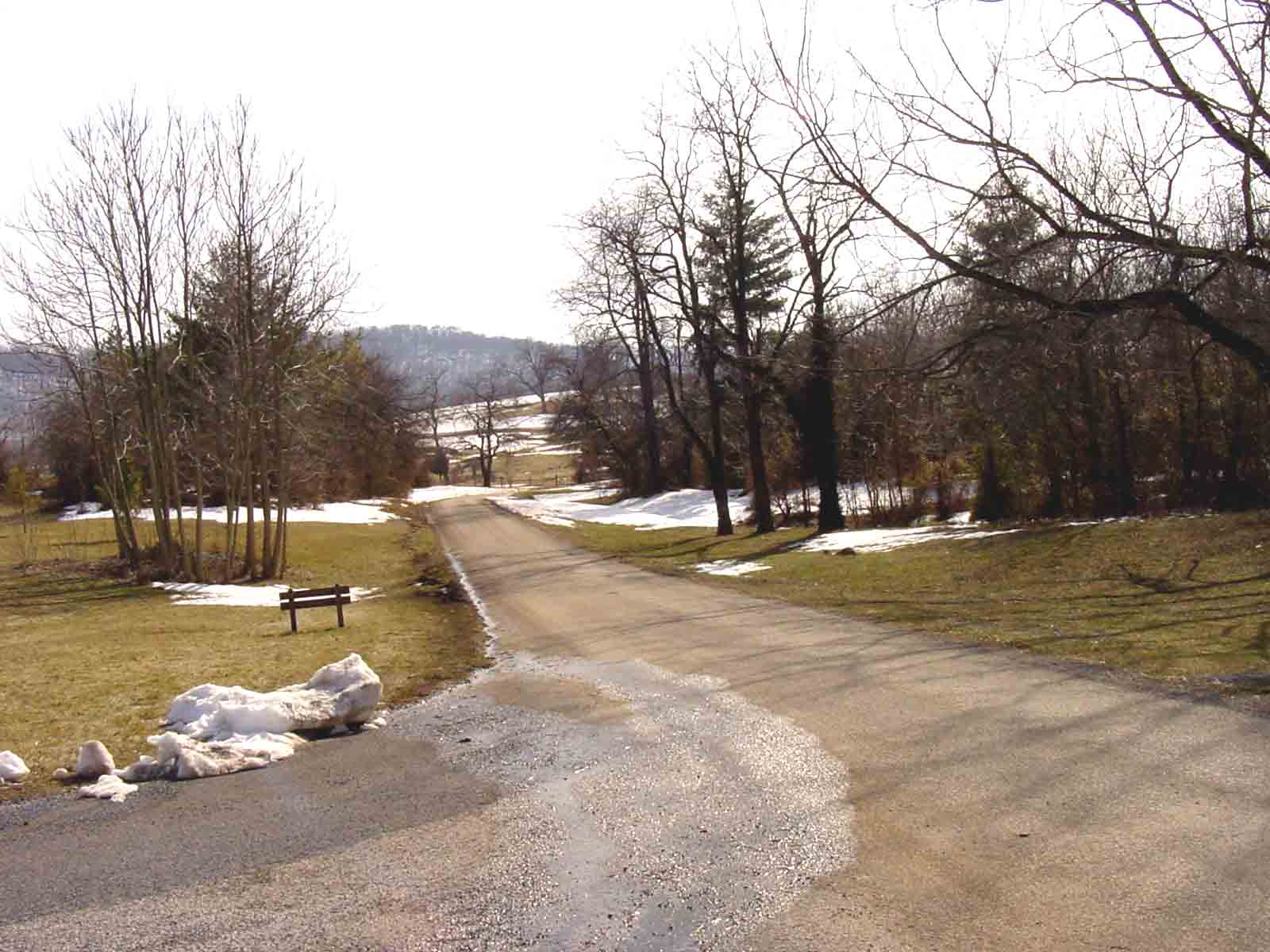
Le site de l'abbaye.

L'abbaye est située dans la vallée de Shenandoah, à quelques centaines de mètres de la rivière du même nom. Administrativement, elle est située à Berryville, mais elle est localisée à quelques kilomètres à l'est du bourg-centre, et à moins de deux kilomètres de la frontière avec la Virginie-Occidentale,.
Au cours des années 1960 et 1970, le frère James Sommers profite des travaux agricoles pour effectuer des fouilles archéologiques, avec le concours d'un archéologue de l'Université catholique d'Amérique. Celles-ci mettent au jour non seulement des vestiges de la guerre de Sécession, mais aussi des objets amérindiens beaucoup plus anciens, datés entre 8500 et 1700 avant Jésus-Christ.

## Histoire

### Fondation
L'abbaye de Valley Falls, dans le Rhode Island, est détruite par un incendie le 21 mars 1950 ; la récente fondation de Spencer ne peut accueillir tous les moines, aussi les cisterciens surnuméraires sont-ils placés dans un ancien camp militaire ; malgré ces conditions difficiles, les postulations continuent et la communauté continue de croître. Aussi l'abbé accepte-t-il une proposition du diocèse de Richmond de fonder une abbaye en Virginie. L'ancienne ferme de Cool Spring, datant de 1784, à proximité de Berryville, convient aux trappistes et un bus de trente moines arrive sur place le 18 novembre 1950.

### Développement
L'abbaye est dédiée à Notre-Dame et à la Sainte-Croix, et c'est sous ce dernier vocable qu'elle est plus connue. Dès leur arrivée, les moines commencent à construire des bâtiments de parpaings autour de la ferme originelle. Au bout de deux ans, Owen Hoey, ancien abbé de Valley Falls et premier supérieur de Berryville, est rappelé à Spencer avec un certain nombre de moines. C'est le père John Holohan qui lui succède à la tête de la communauté virginienne. À cette époque, certains moines arrivent de Spencer, mais les premières vocations se présentent également à Berryville. Sur le plan économique, les moines bâtissent la ferme d'élevage ainsi que la boulangerie.
À partir de 1958, l'abbaye de Berryville réunit les conditions pour être reconnue en tant qu'abbaye indépendante. Hugues McKiernan en devient le premier abbé. Le nombre de moines s'accroissant, nombre d'entre eux partent suivre des études à Rome. L'aile du noviciat est ajoutée au monastère, et elle héberge vingt-quatre novices. L'accroissement de la communauté, qui compte alors jusqu'à soixante-huit membres provoque cependant des tensions et l'abbé démissionne de son poste en 1964 ; Thomas Porter est envoyé depuis l'abbaye de Huntsville pour prendre provisoirement la tête de la communauté jusqu'à l'élection d'un nouvel abbé. À cette même période, de nombreux moines quittent la vie monastique, ce qui oblige la communauté à automatiser une partie de la traite des vaches et de la cuisson du pain,.

### Crise et renouvellement
En 1966, Edward McCorkell est rappelé de l'abbaye de Miraflores, récemment fondée au Chili, pour prendre la tête du monastère de Sainte-Croix, alors que la liturgie latine est progressivement remplacée par la messe de Paul VI et l'adaptation de la liturgie des Heures en anglais. D'autre part, les convers sont peu à peu intégrés en tant que moines à part entière. Pour faire face à la crise, les moines traduisent de nombreux textes des pères fondateurs de l'ordre cistercien, et redécouvrent leurs racines spirituelles. C'est également à cette époque que le diocèse de Richmond est découpé et que le nouveau diocèse d'Arlington, dont dépend l'abbaye, est créé. En 1970, un accident de voiture cause la mort de trois frères de l'abbaye : Georges Supry, Henry Maloney et Cyrill Cornish,.
Les derniers remboursements d’emprunts permettent à l'abbaye de se désendetter complètement au cours des années 1970 ; en parallèle, la communauté ne dispose plus des forces suffisantes pour gérer la ferme et la boulangerie, et décide de se concentrer sur cette dernière en louant la ferme. Au début des années 1980, une infirmerie est construite, alors que la cuisine et le réfectoire sont remplacés. En 1983, le dortoir disparaît au profit de chambres individuelles. Une maison d'accueil est également construite pour accueillir retraitants et visiteurs. La production de gâteaux aux fruits, très ponctuelle lors des débuts de l'abbaye, est relancée pour devenir une activité économique à part entière.
Au cours des années 1980, une fondation féminine est créée en Virginie, qui devient l'abbaye de Crozet, la seule abbaye-fille de Berryville. Une communauté de laïcs cisterciens commence à se constituer autour de l'abbaye. Durant la décennie suivante, les différents responsables cherchent à réduire la dette financière de la communauté, et arrêtent les activités de boulangerie pour se concentrer sur la fabrication de gâteaux. À la fin des années 1990, Robert Barnes est élu abbé, ce qui fait de lui le premier abbé de Berryville à y être entré comme postulant. À partir de 1999, les bâtiments s'adaptent pour tenir compte du vieillissement de la communauté.

### Planification stratégique
Au cours des années 2000, l'abbaye, qui ne compte alors plus que vingt-et-un moines, adhère à une démarche de planification stratégique proposée par les bénédictines de Bristow. Cette démarche, menée de concert avec l'Université du Michigan grâce à la sœur de l'un des novices, aboutit à la rédaction d'un document de 472 pages en 2007, définissant la mission de l'abbaye, sa capacité à s'adapter ainsi que les impératifs, notamment écologiques, visés. Les étudiants ayant participé à la rédaction du rapport proposent un certain nombre de modifications concernant tous les aspects pratiques de la vie monastique : utilisation des terres, systèmes d'approvisionnement en eau, de traitement des déchets, bâtiments, industrie, consommation d'énergie,.
Parmi les changements que les moines mettent en œuvre, un cimetière naturel ouvert à tous ceux qui le souhaitent, catholique ou non, est aménagé dans l'enceinte monastique sur une trentaine d'hectares ; des week-ends d'immersion monastique sont proposés à qui le souhaitent, et recueillent un important succès. Une servitude réglementaire d'urbanisme est mise en place en vue de sanctuariser les terres naturelles de l'abbaye ; la ferme que louent les moines passe à l'agriculture biologique. Une rénovation thermique de la chapelle est menée afin de réduire la consommation d'énergie de la communauté,.
En 2015, l'abbaye reçoit deux prix pour la mise en œuvre de sa planification stratégique. À cette date, seuls dix moines habitent l'abbaye.

### Liste des responsables et abbés
- Owen Hoey, supérieur du 18 novembre 1950 à 1952
- John Olohan, supérieur de 1952 à juillet 1956
- Hugues McKiernan, supérieur du 25 septembre 1956 – 25 septembre 1958 puis abbé de cette date au 12 avril 1964
- Thomas Porter, supérieur ad nutum d'avril 1964 au 18 novembre 1966
- Edward McCorkell, supérieur ad nutum du 19 novembre 1966 au 14 octobre 1967 puis abbé de cette date au 21 mars 1980
- Flavian Burns, supérieur ad nutum du 21 mars 1980 au 8 juin 1984
- Marc Delery, abbé du 8 juin 1984 au 8 juin 1990
- Placid McSweeny, supérieur temporaire, démissionne rapidement pour raisons de santé
- Flavian Burns, à nouveau supérieur ad nutum du 16 juillet 1990 au 17 août de la même année, puis abbé de cette date au 19 août 1996
- Benedict Simmonds, supérieur ad nutum du 19 août 1996 au 10 août 1998
- Robert Barnes, abbé du  10 août 1998 au 10 août 2016 sauf quelques mois en 2012, durant lesquels Joseph Wittstock assure l'intérim
- Joseph Wittstock à partir du 10 août 2016[4],[2]

## Vie de la communauté
La communauté monastique possède un domaine de 480 hectares, que les moines mettent en culture. ils ont longtemps vécu de la production et de la vente de pain ainsi que de gâteaux aux fruits.

## Architecture
L'abbaye s'est constituée sans plan préconçu autour de l'ancienne ferme donnée aux trappistes. Le vallonnement du terrain a contraint les moines à construire des bâtiments physiquement séparés, puis à les relier par des galeries couvertes.